# 中村松江 (6代目)
六代目 中村 松江 (なかむら まつえ､ 1966年〈昭和41年〉3月8日 - ) は、東京都出身の日本の歌舞伎役者。屋号は加賀屋、定紋は梅八ツ藤。歌舞伎名跡「中村松江」の当代。本名は河野 勝行（こうの かつゆき）。
父に六代目中村東蔵。子に五代目中村玉太郎。
松江は二代目中村魁春の前名でもある。

## 経歴
- 1966年、中村東蔵の長男として生まれる。
- 1976年4月、歌舞伎座『江戸歌舞伎三百五十年 猿若祭四月大歌舞伎』夜の部「春興鏡獅子」の『胡蝶』にて、中村勝行として舞台を踏む（歌舞伎本興行で初お目見得となる）[5][2]。
- 1976年11月、歌舞伎座『吉例顔見世大歌舞伎』夜の部「通し狂言 伽羅先代萩」竹の間・御殿の場の『足利鶴千代』にて、四代目中村玉太郎を襲名し、初舞台を踏む[1]。
- 1998年、名題適任証取得。
- 1999年、結婚。
- 2000年、長男の彩人(後の玉太郎)誕生。
- 2004年、長女誕生。
- 2006年4月、歌舞伎座『六世中村歌右衛門五年祭 四月大歌舞伎』昼の部「関八州繋馬」の『源頼平』及び夜の部「伊勢音頭恋寝刃」の『今田万次郎』の2役にて、六代目中村松江を襲名[3][2]。同時に長男の彩人も中村玉太郎を五代目として襲名した。